# Gradski stadion Žepče
Gradski stadion Žepče je stadion u Žepču u BiH. Svoje domaće susrete na njemu igra NK Žepče.
Prije izgradnje stadiona korištene su četiri lokacije u gradu, ali su sve postale povijest 1982. godine. Dobre igre kluba u to doba prizivale su novi stadion. 5. rujna 1982. novi stadion je konačno otvoren. Gostovao je sarajevski Željezničar na čelu s Ivicom Osimom i slavio rezultatom 6:1.
Stadion je kasnije nadograđivan prema potrebama kluba i trenutno ima dvije tribine. Zapadna tribina ima deset redova duž cijelog terena i može primiti oko 5000 ljudi. Na njoj se 2002. natiskalo 6000 u prvoj premijerligaškoj utakmici protiv Željezničara kada je i srušen rekord stadiona. Istočna tribina ima pet redova, pokrivena je i na njoj se nalazi 980 stolica. Ispod tribine su uređene svlačionice za dva tima i suce utakmice. Nekoliko prostora je neiskorišteno i čeka završetak radova.
Uz sam stadion nalazi se i pomoćno igralište koje sve selekcija kluba koriste za treninge.